# Yukon (rijeka)
Yukon je rijeka na sjeverozapadu Sjeverne Amerike koja protječe kroz SAD i Kanadu.
Izvor se nalazi u kanadskoj pokrajini Britanskoj Kolumbiji te protječe kroz pokrajinu Yukon koja je po njoj i dobila ime. Donji tok rijeke prolazi kroz američku saveznu državu Aljasku te se deltom ulijeva u Beringovo more. 
Ime rijeke potječe iz fraze na jeziku gwich'in koja označava rijeku bijele vode, zbog njene blijede boje budući da nastaje iz ledenjaka. Donji tok rijeke prvi je istražio ruski pomorac Lavrentij Aleksejevič Zagoskin sredinom 19. stoljeća. Uz rijeku se razvilo nekoliko trgovačkih postaja, te do velikog porasta prometa dolazi u razdoblju od 1896. do 1903. godine kada je u blizini rijeke Klondike, pritoka Yukona otkriveno zlato. Kasnije razvojem cestovnog i željezničkog prometa rijeka gubi na prometnoj važnosti. Danas je dio toka poznat kao "The Thirty Mile" (Trideset milja) od jezera Leberge do rijeke Teslin zaštićen kao baština povijesnog parka Klondike.  Uz rijeku se nalazi i nekoliko prirodnih rezervata te je važno stanište nekoliko vrsta lososa.

## Vanjske poveznice
|  | Zajednički poslužitelj ima još gradiva o temi Yukon (rijeka) |